# シュベツォフ M-25

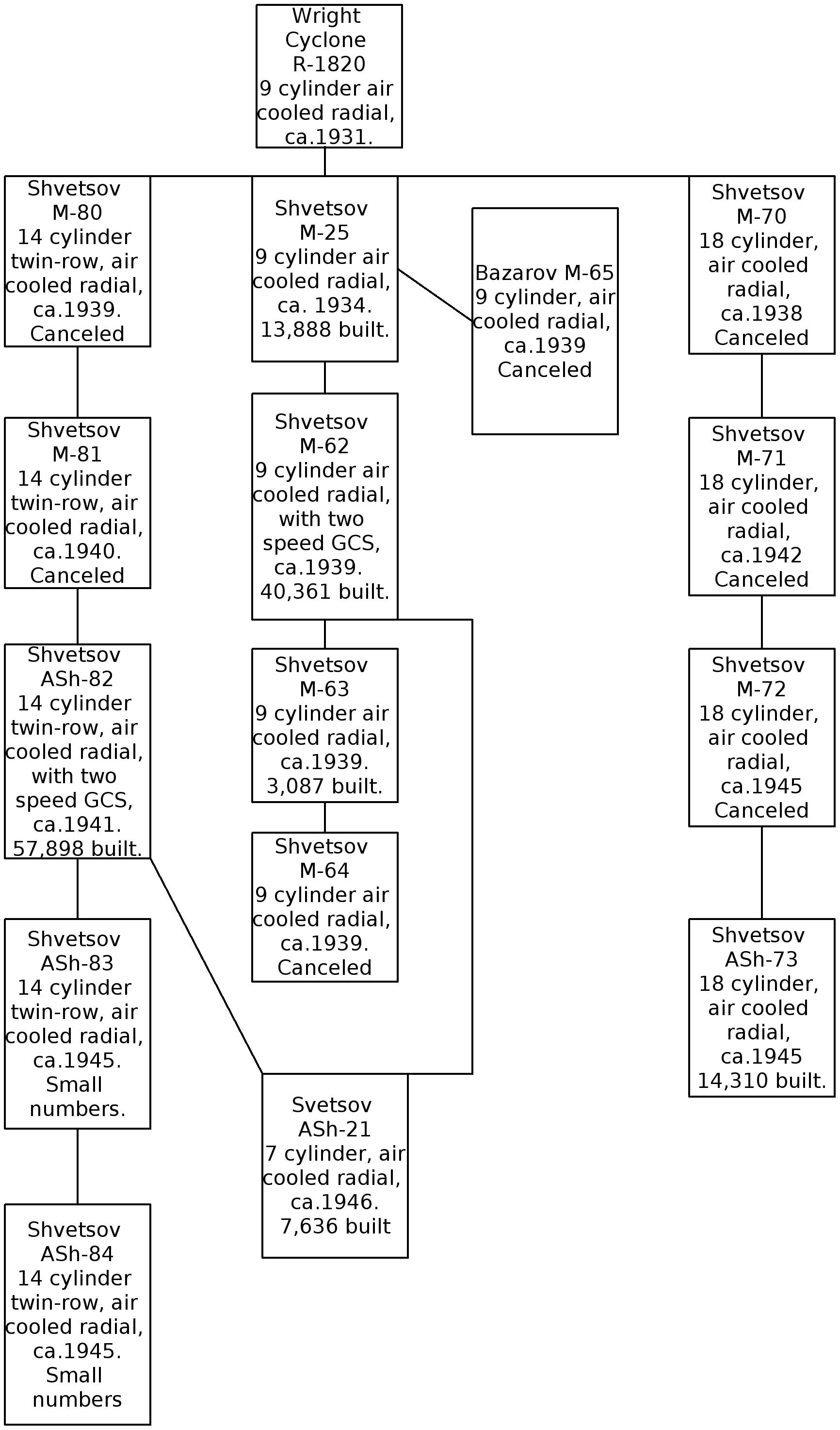
M-25とその派生型の系統図

シュベツォフ M-25（ロシア語：Швецов М-25）は、1930年代-1940年代にかけてソビエト連邦で生産された航空機用エンジンである。アメリカのライト R-1820-F3 サイクロンエンジンをライセンス生産した空冷9気筒星型エンジンで、初期はR-1820と同一のものだったが、後にメートル法に合わせて設計が変更された。製造はペルミやカザンの工場で行われ、13,888基が完成した。
M-25は、後に続くソ連の星型空冷エンジン開発の土台となり、M-25の直系の改良型であるASh-62、複列14気筒化したASh-82、複列18気筒化したASh-73、7気筒型のASh-21が開発され、それぞれ大量生産が行われた。

## 主要諸元

### シュベツォフ M-25
- タイプ：空冷星型9気筒
- ボア×ストローク：155.6mm×175mm
- 排気量：29.876L
- 乾燥重量：499kg
- 圧縮比：6.4
- 燃料供給方式：キャブレター式
- 過給機：遠心式スーパーチャージャー1段1速
- 出力：700-800hp（型式による）

## 搭載機
ソビエト連邦
- ネーマン R-10
- ポリカルポフ I-14
- ポリカルポフ I-15 bis
- ポリカルポフ I-153
- ポリカルポフ I-16